# Experimento de rotura de barra de Tyndall
El experimento de rotura de barra de Tyndall es un experimento de física para demostrar la acción de las fuerzas creadas por la expansión y contracción térmica de una barra de metal. Fue llevado a cabo en 1867 por el científico irlandés John Tyndall en sus conferencias navideñas para un "auditorio juvenil".

1) Configuración del experimento con el soporte (b) varilla colocada en el marco (d) barra a tensionar ensartada en un ojo en el extremo de la varilla (c) y tuerca de sujeción de la barra (a). 2) Fase de calentamiento con compensación de extensión de longitud mediante la tuerca de sujeción (a). 3) Fase de enfriamiento con deformación o rotura de la barra (c).

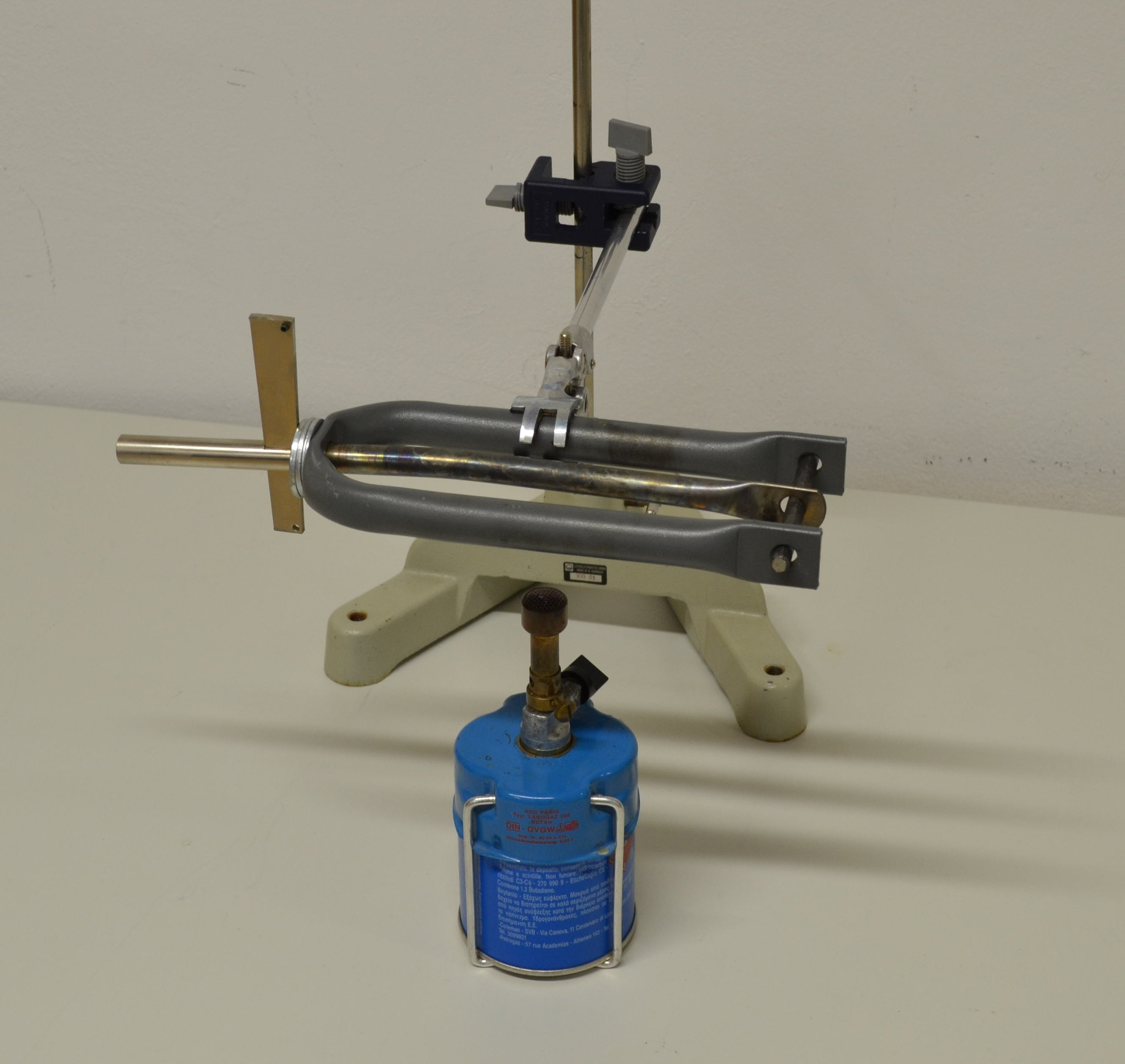
Dispositivo preparado para realizar el experimento de rotura de barra de Tyndall.

## Preparación
El experimento de rotura de una barra de metal comprende un marco muy rígido y resistente (d) y una varilla maciza de metal (b). La varilla se sujeta en un lado por una barra de hierro fundido (c) que se va a romper en el experimento y, en el otro extremo, por una tuerca (a) que se utiliza para compensar la expansión térmica.

## Procedimiento
Durante el experimento, la varilla de acero (b) se calienta con una llama (e) hasta la temperatura de calor rojo. Durante la fase de calentamiento, la expansión térmica de la varilla (b) se compensa apretando firmemente la tuerca (a). Al quitar la llama se inicia la fase de enfriamiento. Normalmente, la barra (c) se rompe en unos pocos minutos con un fuerte golpe o al menos se deforma significativamente.